# Maria Elena Boschi
Maria Elena Boschi (Montevarchi, 1981. január 4. –) olasz politikus és jogász, a Demokrata Párt tagja. 2014. február 22. és 2016. december 12. között az alkotmányos reformokért és a parlamenti kapcsolatokért felelős miniszter volt Matteo Renzi kormányában. 2016. december 12. óta az olasz miniszterek tanácsának titkára Paolo Gentiloni kormányában: ezt a posztot nő korábban sohasem töltötte be.

## Családi háttere
Montevarchiban született, de Laterinában nevelkedett, az Arezzo tartományi kisvárosban, ahol a családja már nemzedékek óta élt. Az apja Pierluigi Boschi, az Il Palagio nevű farm tulajdonosa, számtalan helyi mezőgazdasági és bortermelő szerveződés tagja, a Coldiretti tartományi igazgatója, az arezzói kereskedelmi kamara igazgatósági tagja és a Banca Etruria igazgatója, majd alelnöke. Az anyja Stefania Agresti tanár, aki három ciklust szolgált a laterinai városi tanácsban, és utoljára alpolgármester volt. Anyja a Demokrata Párt jelöltje volt a toszkánai regionális választáson 2010-ben, de nem választották meg. Maria Elenának két testvére van: Emanuele Boschi közjegyző és Pierfrancesco Boschi mérnök.
A család hitét aktívan gyakorló római katolikus. Maria Elena is részt vett a plébániai életben, ministrált, felolvasott, önkéntes munkát végzett. 1997-ben részt vett a Katolikus Ifjúsági Világtalálkozón Párizsban és 2000-ben Rómában.

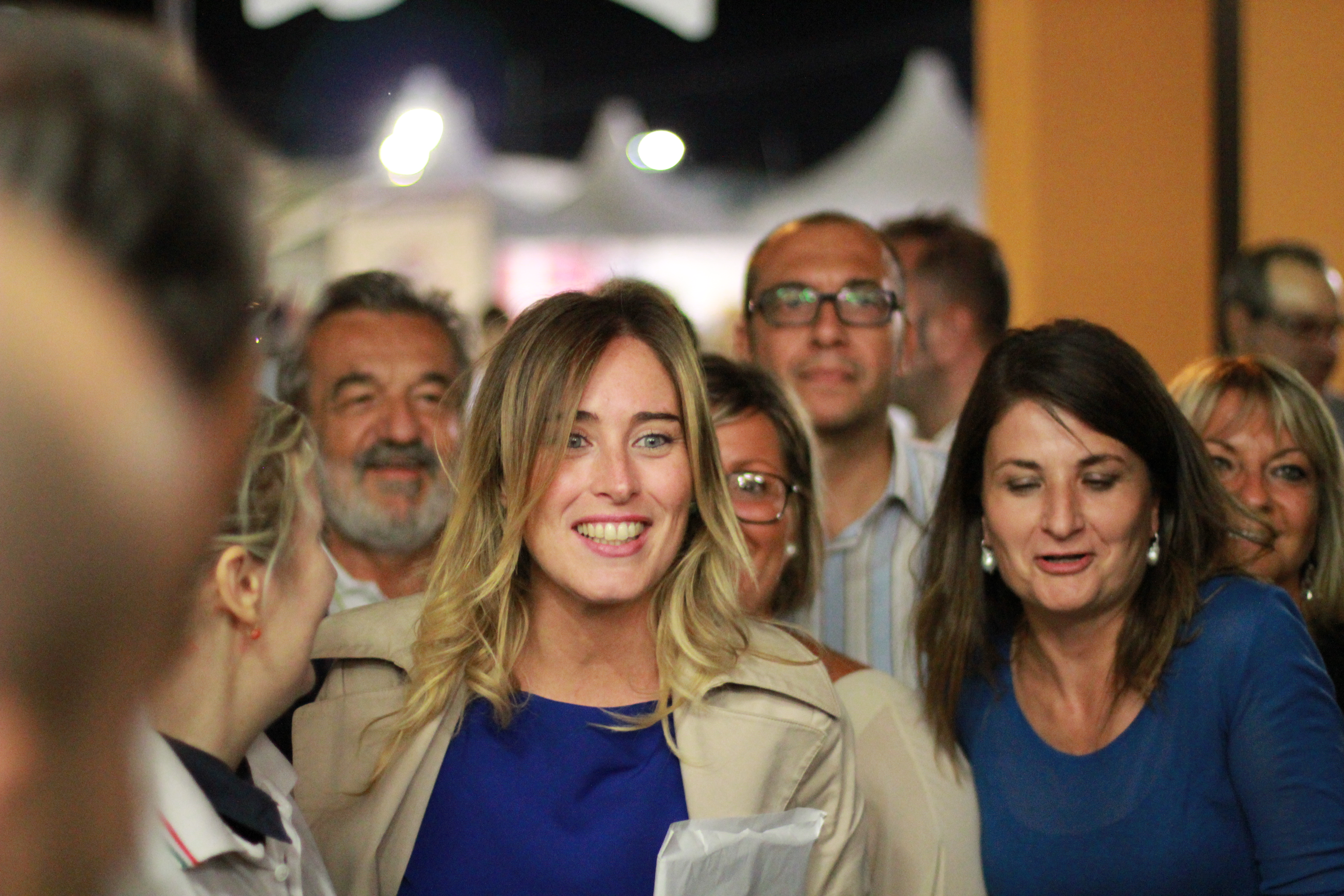
Maria Elena Boschi Bolognában a Festa de l'Unità ünnepségen, 2014-ben

## Fordítás
- Ez a szócikk részben vagy egészben  a   Maria Elena Boschi című angol Wikipédia-szócikk ezen változatának fordításán alapul.  Az eredeti cikk szerkesztőit annak laptörténete sorolja fel. Ez a jelzés csupán a megfogalmazás eredetét és a szerzői jogokat jelzi, nem szolgál a cikkben szereplő információk forrásmegjelöléseként.